# Bahnhof Amersham

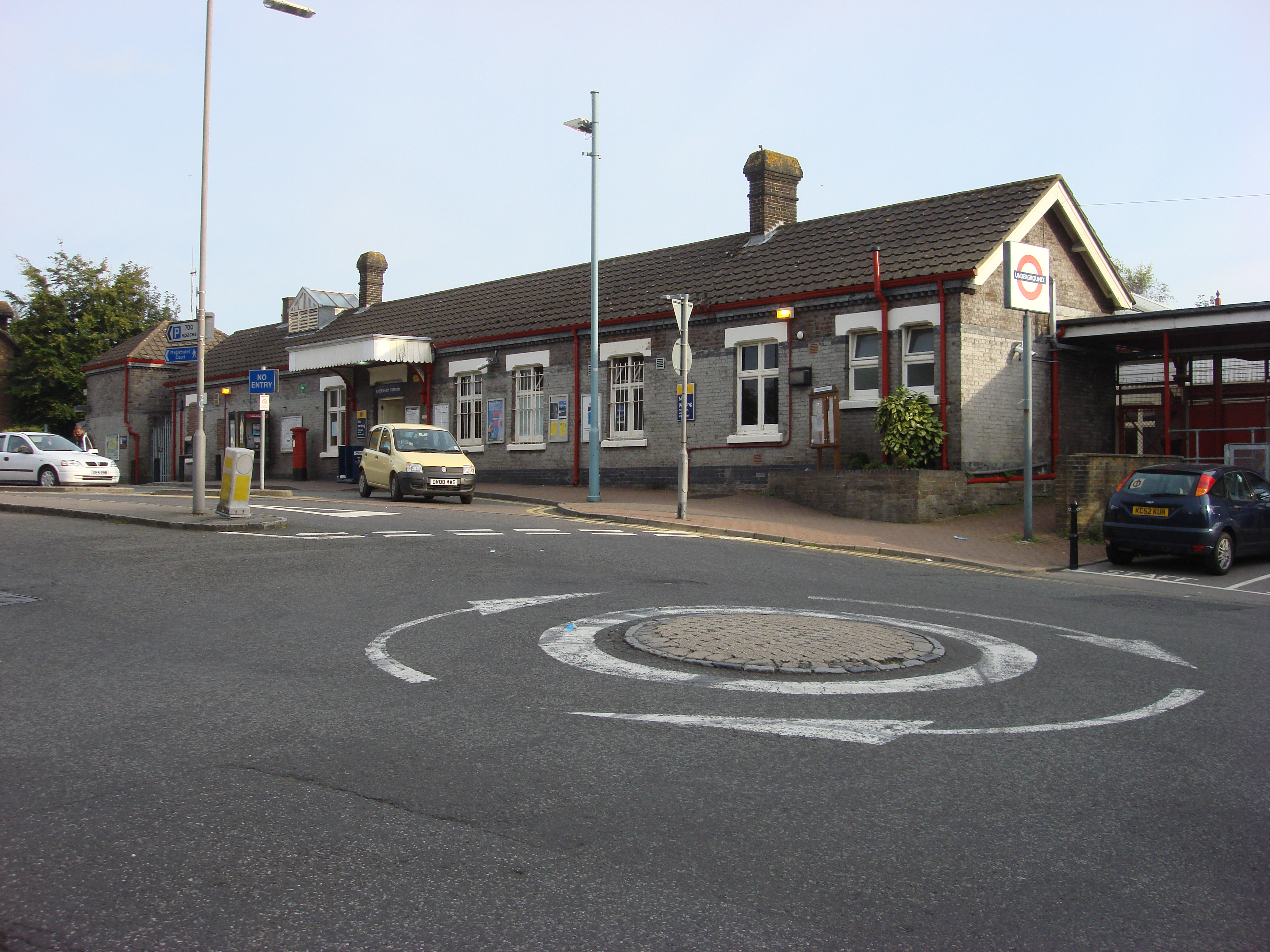
Bahnhofgebäude

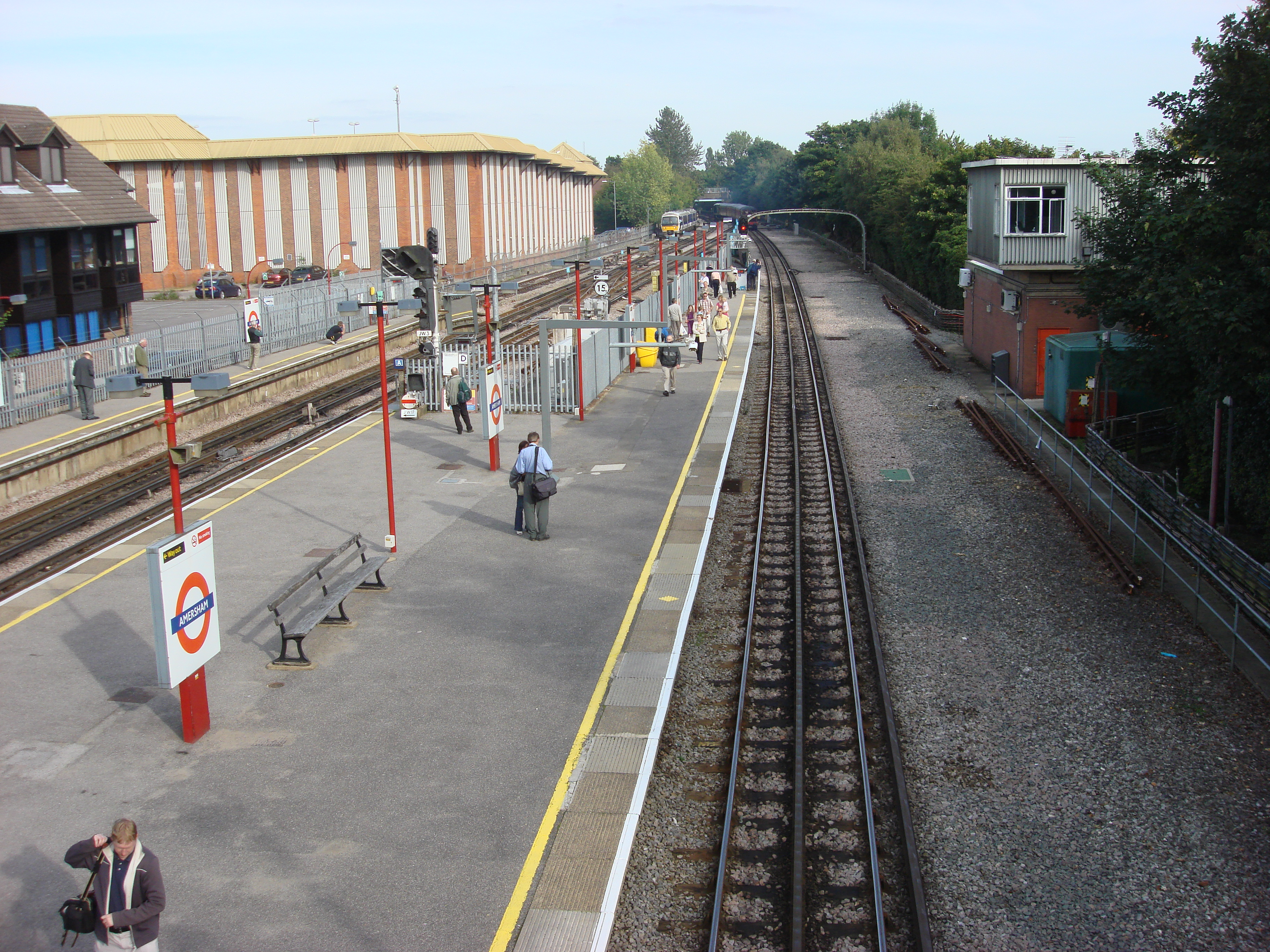
Bahnsteige

Amersham ist ein Bahnhof nordwestlich von London in der Travelcard-Tarifzone 9. Er befindet sich an der Kreuzung von Station Approach und Hill Avenue in der Stadt Amersham in der Grafschaft Buckinghamshire. Der Bahnhof ist Schnellzugshalt der Bahngesellschaft Chiltern Railways und eine der vier westlichen U-Bahn-Endstationen der Metropolitan Line. Amersham ist die am westlichsten gelegene Station der London Underground und eine von 14 Stationen außerhalb von Greater London. Im Jahr 2013 nutzten 2,04 Millionen U-Bahn-Fahrgäste den Bahnhof, hinzu kamen 2,035 Millionen Fahrgäste der Eisenbahn.
Die Metropolitan Railway (Vorgängergesellschaft der Metropolitan Line) eröffnete den Bahnhof am 1. September 1891, als sie die Strecke zwischen Chalfont & Latimer und Aylesbury in Betrieb nahm. Ab 1899 nutzte die Great Central Railway den Bahnhof ebenfalls. Am 12. März 1922 wurde der Bahnhof in Amersham & Chesham Bois umbenannt, erhielt aber im Jahr 1934 seinen ursprünglichen Namen zurück. Die Underground-Strecken nordwestlich von Rickmansworth wurden als letzte des gesamten Netzes elektrifiziert, nämlich am 12. September 1960. Der letzte dampfbetriebene Zug verkehrte am 10. September 1961, am selben Tag stellte die Metropolitan Line ihren Betrieb westlich von Amersham ein und überließ diesen Streckenabschnitt der Eisenbahn.